# Chaetura
Chaetura là một chi chim trong họ Apodidae.

## Hình ảnh

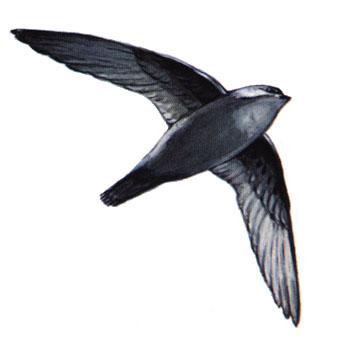
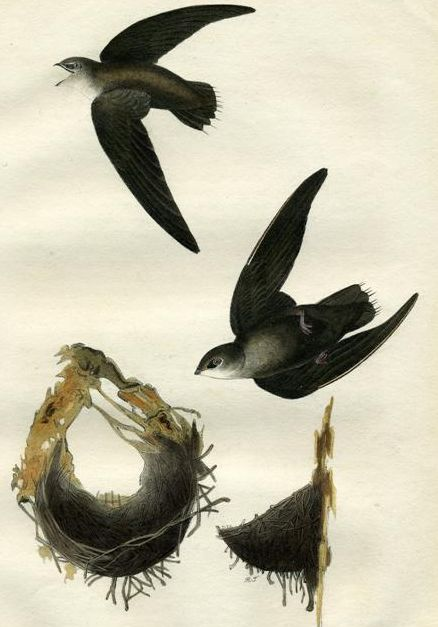
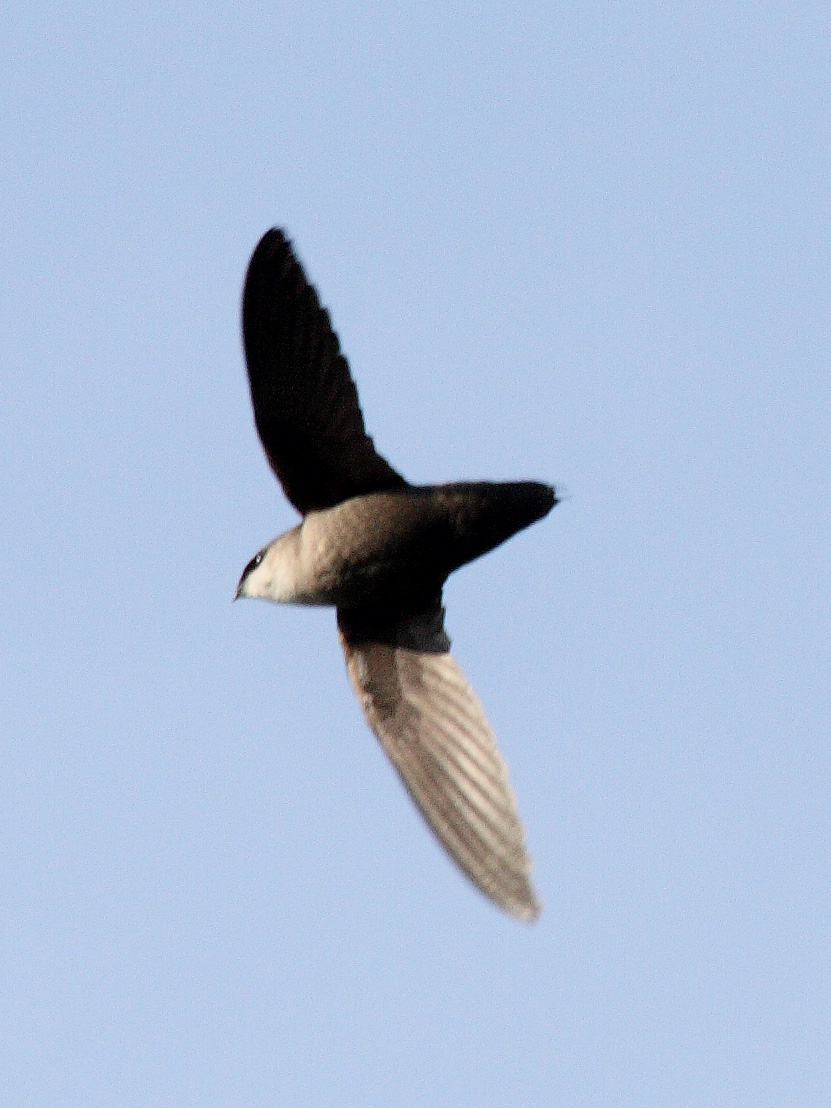